# Jacob Pitts
Jacob Rives Pitts (Weston, 20 novembre 1979) è un attore statunitense.
Apparso in numerose serie televisive come Sex and the City, nel ruolo di Sam Jones, o Law & Order, è noto soprattutto per aver interpretato il ruolo di Cooper nel film-cult EuroTrip. È anche noto per aver recitato un ruolo principale nella serie televisiva di Justified.

## Filmografia parziale

### Cinema
- EuroTrip, regia di Jeff Schaffer (2004)
- 21, regia di Robert Luketic (2008)

### Televisione
- Sex and the City - serie TV, episodio 3x17 (2000)
- The Pacific - miniserie TV, 5 episodi (2010)
- The Good Wife - serie TV, episodio 2x01 (2011)
- Justified - serie TV, 78 episodi (2010-2015)
- Person of Interest – serie TV, episodi 1x22, 5x12 (2012, 2016)
- Limitless - serie TV, episodio 1x21 (2016)
- The Sinner - serie TV, 6 episodi (2017)
- Sneaky Pete - serie TV, 15 episodi (2017-2019)
- Law & Order - Unità vittime speciali (Law & Order: Special Victims Unit) - serie TV, episodio 20x08 (2018)
- Bull - serie TV, episodio 5x03 (2020)

## Doppiatori italiani
Nelle versioni in italiano delle opere in cui ha recitato, Jacob Pitts è stato doppiato da:
- Paolo De Santis in The Good Wife, Person of Interest (ep. 1x22)
- Francesco Pezzulli in Law & Order - Unità vittime speciali, The Sinner
- Davide Lepore in EuroTrip
- Davide Perino in 21
- Marco Vivio in The Pacific
- Roberto Gammino in Justified
- Nanni Baldini in Person of Interest (ep. 5x12)
- Fabrizio Sabatucci in Sneaky Pete
- Daniele Giuliani in Bull
- Luca Ciarcaglini in The Blacklist